# Humberto Ortega

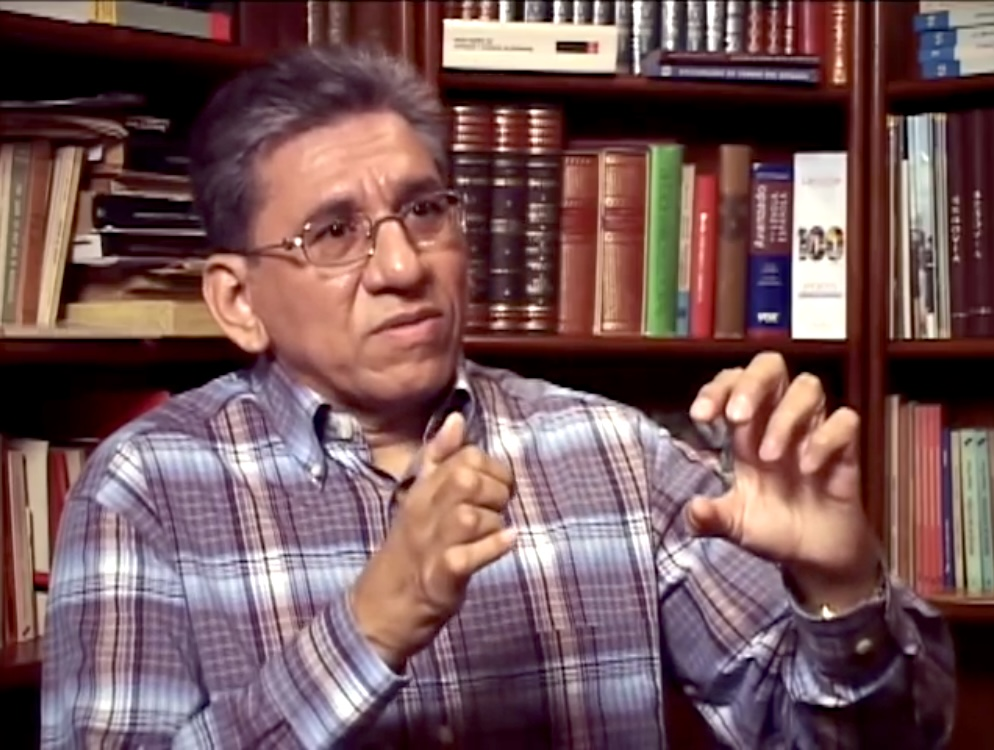
Humberto Ortega (2005)

Humberto Ortega Saavedra (* 10. Januar 1947 in Juigalpa; † 30. September 2024 in Managua) war ein nicaraguanischer Guerillero, Politiker und Militär. Er war von 1979 bis 1994 Verteidigungsminister und gleichzeitig Oberkommandierender des Sandinistischen Volksheeres. In der Nicaraguanischen Revolution war Ortega Leiter der militärischen Operationen der Frente Sandinista de Liberación Nacional (FSLN). Sein älterer Bruder Daniel war von 1985 bis 1990 und ist seit dem Jahre 2007 Staatspräsident Nicaraguas. Der gemeinsame Bruder Camilo (1950–1978) wurde während der Revolution am 26. Februar 1978 in Masaya von der Guardia Nacional de Nicaragua (GN) ermordet.

## Leben

### Familie und Ausbildung
Ortegas Vater war der Lehrer Daniel Simeón Ortega Cerda (* 1905 in Los Rincones, Masatepe, † 21. April 1975), seine Mutter die Grafikerin Lidia Albertina Saavedra Rivas (* 8. August 1908 in La Libertad, Chontales; † 2005). Sein Großvater väterlicherseits war der Lehrer Marco Antononio Ortega, der in den 1920er Jahren Mitglied der Konservativen Partei war und am Instituto Nacional de Oriente in Granada u. a. den späteren Staatspräsidenten bzw. Diktator Anastasio Somoza García unterrichtete.
1934 wurde Ortegas Vater aufgrund eines veröffentlichten Briefes, in dem er die Umstände der Ermordung Augusto César Sandinos und die Rolle Somozas kritisierte, von der GN verhaftet und misshandelt. Er sollte angeblich erschossen werden, wurde jedoch auf Bitten von Verwandten, die Beziehungen zur GN besaßen, wieder entlassen. Er wurde in den 1950er Jahren Handelsvertreter für ausländische Unternehmen, vor allem westdeutsche Firmen.
1963 begann die politische Aktivität Humberto Ortegas, als er in Juigalpa an einer Protestaktion teilnahm. Offenbar trat er im selben Jahr in die Frente Sandinista ein. Im Juli 1966 erfolgte in Managua eine erste Verhaftung durch den Staatssicherheitsdienst OSN (Oficina de Seguridad Nacional = Nationales Sicherheitsbüro), da er zusammen mit zwei Freunden einen bewaffneten Überfall auf eine Wagenkolonne von General Anastasio Somoza Debayle vorbereitet hatte. Er wurde bereits im August wieder entlassen und machte in diesem Jahr sein Abitur (bachillerato) am Instituto Maestro Gabriel.
Eine zweite Verhaftung erfolgte Ende Januar 1967 in Juigalpa im Zuge der Proteste gegen den geplanten Wahlbetrug bei der Präsidentschaftswahl am 5. Februar 1967. Ortega wurde ins Polizeigefängnis von Managua, La Homiguera, verlegt, wo er in einer Zelle mit Pedro Chamorro einsaß, jedoch kurz darauf amnestiert.

### In Kuba und Nordkorea
Offenbar wenige Monate später reiste er mit einem falschen Pass über Toronto, Irland, Brüssel und Prag nach Kuba, wo er militärisch ausgebildet wurde. In Havanna nahm er im Oktober 1967 an der öffentlichen Trauerfeier zum Tod von Che Guevara teil. Im März 1968 flog Ortega mit Oscar Turcios Chaverría nach Nordkorea, wo beide im Grenzgebiet zur Volksrepublik China eine viermonatige militärische Ausbildung erhielten, die Ortega im Rückblick sehr positiv beurteilte:

«Durante cuatro meses recibimos el curso de Brigada y Batallón. La rígida y ejemplar disciplina militar, así como el orden de los coreanos propio de las culturas asiáticas, es una de sus principales enseñanzas […] En las frías y altas montañas fronterizas con China […] nos enseñan la estragia y táctica muy similar a la que Mao Tse-Tung conceptuó sobre la Guerra Prolongada en China […]»

„In vier Monaten absolvierten wir den Kurs für die Brigade und das Bataillon. Die rigide und mustergültige militärische Disziplin, genauso wie die Ordnung der Koreaner aufgrund ihrer asiatischen Kultur ist eine ihrer wichtigsten Lehren. […] In den kalten und hohen Bergen an der Grenze zu China […] lehrten sie uns die Strategie und Taktik sehr ähnlich der von Mao Tse-tung und seinem Konzept des langwierigen Volkskrieges in China […]“

Aufgrund seiner guten Beziehungen zu Nordkorea erhielt Ortega 1981 als nicaraguanischer Verteidigungsminister nach einem Gespräch mit Kim Il-sung neben anderen Hilfslieferungen eine Waffensendung mit 100.000 AK-47-Gewehren.

### In Costa Rica 1969/70
Über Kuba, Genf und Panama reiste Ortega Anfang 1969 nach San José in Costa Rica, wo die klandestinen Kader der FSLN die Guerilla in Nicaragua vorbereiteten. Im April 1969 wurde er im Stadtzentrum von San José von Polizeibeamten festgenommen. Im Juni sollte er mit anderen FSLN-Mitgliedern nach Nicaragua ausgeliefert werden, jedoch gelang ihnen beim Transport mit Hilfe von costa-ricanischen Sympathisanten die Flucht und Ortega tauchte in einem Versteck von Carlos Fonseca in San José unter.
Am 31. August 1969 wurde Carlos Fonseca in Costa Rica wegen eines Bankraubs, der der Finanzierung der FSLN diente, festgenommen und in Alajuela inhaftiert. Dort führte die FSLN, u. a. Humberto Ortega, der selbst von den costa-ricanischen Behörden desselben Bankraubs verdächtigt wurde, am 23. Dezember 1969 einen Überfall auf das dortige Gefängnis aus, um Fonseca zu befreien. Das Unternehmen misslang und Ortega wurde bei einem Schusswechsel mit der Polizei schwer verletzt und verhaftet. Er drohte aufgrund der Verwundungen zu verbluten, doch konnte sein Leben durch Transfusionen in einem Hospital in San José gerettet werden. Ein costa-ricanischer Polizeibeamter wurde bei dem Befreiungsversuch erschossen.
Am 22. Oktober 1970 entführte ein 7-köpfiges Kommando unter Führung der FSLN in Costa Rica ein Flugzeug mit vier Angehörigen der United Fruit Company und erzwang die Freilassung der Gefangenen, u. a. Ortegas, die nach Mexiko ausgeflogen wurden.

### Wieder in Kuba, Gründung der Tendencia Insurreccional
Ab diesem Zeitpunkt lebte Ortega in Kuba, kehrte aber 1973 zeitweilig inkognito nach Nicaragua zurück. An der Operation Comando Juan José Quezada, die mit 13 FSLN-Angehörigen am 27. Dezember 1974 in Managua durchgeführt wurde, war Ortega nicht beteiligt. Die Geiselnahme von hochrangigen Mitgliedern der Somoza-Regierung führte zur Freipressung diverser Inhaftierter, u. a. auch Ortegas Bruder Daniel, der seit 1967 inhaftiert war.
Im April 1976 nahm Ortega von Costa Rica aus an einer Reise über den Río San Juan nach Nicaragua teil. Im Juni wurde hier die so genannte Tendencia Insurreccional (TI = Aufständische Tendenz, auch Dritte Tendenz oder Terceristas genannt) gebildet, die während der Sandinistischen Revolution die Koordination der drei FSLN-Flügel übernahm. Einer der wichtigsten Protagonisten der Terceristas war Edén Pastora Gómez, der 1978 als Comandante Cero beim Überfall der Sandinistas weltweit bekannt wurde. Vermutlich aufgrund seiner in Nordkorea erworbenen Kenntnisse wurde Ortega der militärische Führer der Revolution und leitete die Schlussoffensive im Frühjahr und Sommer 1979 per Funk von San José aus.

### Als Verteidigungsminister
Noch 1979 wurde Ortega Verteidigungsminister. Als Oberkommandierender des Sandinistischen Volksheeres EPS (= Ejército Popular Sandinista) nahm er im Contra-Krieg, einem der Brennpunkte des Kalten Krieges in den 1980er Jahren, eine politische und militärische Schlüsselposition ein. Im Gegensatz zu Innenminister Tomás Borge, der sich mehrmals mit der Bitte um Unterstützung in der DDR aufhielt, bemühte sich Ortega offensichtlich nie persönlich um logistische Hilfe aus Ostdeutschland, obwohl gut 300 Offiziersanwärter des EPS an der Offiziershochschule für ausländische Militärkader „Otto Winzer“ in Prora ausgebildet wurden.
Am 23. Januar 1988 begannen in Sapoá bei Rivas die ersten direkten Verhandlungen zwischen der sandinistischen Regierung und Contraführern über ein Friedensabkommen. Es wurde wenige Tage später von Ortega für die sandinistische Regierung und Adolfo Calero Portocarrero für den nicaraguanischen Widerstand (Resistencia Nicaragüense), d. h. die Contra, unterzeichnet. Eine aktive Rolle bei diesen Verhandlungen spielte nach Ortegas Aussage Kardinal Miguel Obando Bravo.
Seine politisch-militärische Schlüsselrolle in Nicaragua behielt Ortega auch nach der Wahlniederlage der Frente Sandinista und seines Bruders Daniel im Februar 1990 bei. Er wurde von der neuen Präsidentin Violeta Barrios de Chamorro, Witwe des 1978 ermordeten Pedro Chamorro (siehe oben), als Verteidigungsminister bestätigt. Hierzu der ehemalige Vizepräsident Sergio Ramírez:

„Er [war] der Erste, der die Notwendigkeit begriff, die Armee unter das Dach der Institutionalität zu stellen, die einzige Möglichkeit ihres Überlebens. Er verließ die nationale Leitung der FSLN, denn niemand hätte unter diesen neuen Bedingungen verstanden, dass er gleichzeitig Chef der Armee und politischer Kopf einer Partei wäre, viel weniger noch der sandinistischen Partei. Eifrig bemüht, seine Unabhängigkeit zu beweisen, geriet er oft in Widerspruch zu Daniel und verfeindete sich mit den Kadern der FSLN, die er Terroristen nannte, weil sie die Straßenschlachten schürten.“

1994 schied Ortega auf Wunsch Violeta Chamorros aus dem Amt aus, nachdem ihm die Transformation des EPS als Quasi-Parteiarmee in eine professionelle Armee gelungen war.

### Autor, Privatleben
1984 erschien in deutscher Übersetzung sein 1977 entstandener Artikel Theorie und Praxis des Aufstandes im revolutionären Volkskrieg, in dem die Fokustheorie Che Guevaras de facto für obsolet erklärt wird, ohne Guevara offen zu kritisieren. Entscheidender Faktor der Revolution seien die Massen, auch wenn diese der Führung durch eine militärische Elite bedürften. Zwar sei die Guerilla auf dem Lande von Bedeutung, militärisch entscheidend sei jedoch der Kampf in der Stadt, insbesondere in der urbanen Peripherie. Damit etablierte sich Ortega neben Abraham Guillén und Carlos Marighella als weiterer Theoretiker der Stadtguerilla.
Ortega besaß ein ausgesprochenes Interesse für Geschichte und Frühgeschichte. Sein 2004 publiziertes Werk La epopeya de la insurreción (Das Epos des Aufstands) ist eine Montage aus Autobiographie, Geschichte des Sandinismus und geschichtsphilosophischen Betrachtungen.
Im Mai 2024 wurde er von seinem Bruder nach einem auf der argentinischen Nachrichtenplattform Infobae erschienenen regierungskritischen Interview unter Hausarrest gestellt. Seine Mobiltelefone und Computer wurden beschlagnahmt, er wurde nur noch unzureichend medizinisch versorgt.
Ortega war mit der Costa Ricanerin Lidia Ortega verheiratet, hatte mehrere Kinder und besaß auch die costa-ricanische Staatsbürgerschaft.

## Schriften
- 50 años de la lucha sandinista, Havanna 1980.
- Sobre la insurreccion, Havanna 1981, dt. Übersetzung Über den Aufstand, Frankfurt a. M. 1984 (Zambon Verlag), ISBN 3-88975-010-9.
- Nicaragua: revolución y democracia, Mexiko, D.F. 1992.
- La epopeya de la insurreción (Das Epos des Aufstands), Managua (Lea Grupo Editorial) 2004, ISBN 99924-830-5-9.
- La odisea por Nicaragua, Managua (Lea Grupo Editorial) 2013, ISBN 99924-77-32-6, ISBN 978-99924-77-32-8.